# Gestreepte loofbuulbuul
De gestreepte loofbuulbuul (Phyllastrephus flavostriatus) is een zangvogel uit de familie Pycnonotidae (buulbuuls).

## Kenmerken
De lichaamslengte bedraagt 15 tot 27 cm.

## Leefwijze
Deze vogel zoekt in de bomen naar insecten.

## Verspreiding en leefgebied
Deze soort komt voor in geïsoleerde bergbossen in centraal en zuidoostelijk Afrika en telt zeven ondersoorten:
- P. f. graueri: de hooglanden van het Albertmeer, Edwardmeer en Kivumeer in oostelijk en noordoostelijk Congo-Kinshasa.
- P. f. olivaceogriseus: Rwenzori-gebergte, Itombwe-gebergte en Mount Kabobo, westelijk Oeganda, westelijk Rwanda en noordelijk Burundi.
- P. f. kungwensis: westelijk Tanzania.
- P. f. uzungwensis: Udzungwagebergte.
- P. f. tenuirostris: zuidoostelijk Kenia, oostelijk Tanzania en noordoostelijk Mozambique.
- P. f. vincenti: zuidoostelijk Malawi en westelijk Mozambique.
- P. f. flavostriatus: oostelijk Zimbabwe, zuidelijk Mozambique en oostelijk Zuid-Afrika.

## Status
De grootte van de populatie is niet gekwantificeerd maar de soort wordt omschreven als algemeen tot zeer algemeen. Op de Rode lijst van de IUCN heeft deze soort de status niet bedreigd.